# Право убежища

Статистически наименее благополучные страны по количеству их граждан, находящихся в поисках убежища за их пределами (по официальным данным ООН) выделены оттенками красного:
⩾40 000 лиц, ищущих убежище
от 30 000 до 39 999 лиц, ищущих убежище
от 20 000 до 29 999 лиц, ищущих убежище
от 10 000 до 19 999 лиц, ищущих убежище
<10 000 лиц, ищущих убежище (или нет данных)

Пра́во убе́жища (англ. right of asylum, фр. droit d'asile) — признаваемое мировым сообществом право человека на поиск убежища от преследования, а также право государств предоставлять убежище на своей территории.
Право убежища в истории человечества было двух родов: 1) внутреннее, когда преследуемый получал убежище и защиту от наказания внутри того же государства; 2) внешнее, или на основании международного права, когда убежищем служит территория другого государства.
Современное международное право признаёт два вида убежища: территориальное (на территории государства) и дипломатическое (в стенах дипломатического представительства на территории иностранного государства). Также ряд государств Латинской Америки предоставляет дипломатическое убежище на своей территории на основании Гаванской конвенции 1928 года о праве убежища.

## Историческое право убежища

### В античности

#### Первые убежища
В условиях особенностей устройства ряда древних обществ древние обычаи и религия могли сопротивляться силе законов, существовавших лишь в пользу социальных верхов. Преступник во многих случаях, в силу естественного права и обычаев, был только невинно гонимой жертвой, стремившейся под покровительство религии и находившей в её святилищах неприкосновенное убежище. А само существование такого права убежища служило не только усилением уважения к религии, но и часто закреплено законом.
Эффективность такой защиты считается спорной, поскольку такая защита предоставлялась без различия и преследуемым незаконно, и явным преступникам. Следовательно, в случае с преступниками польза обществу была не всегда:
- с одной стороны, преступника укрывали от заслуженного наказания, увеличивая число преступлений[3];
- с другой же стороны, преступник, виновный в нетяжком преступлении, мог избежать необоснованной расправы (особенно это полезно, если указанный преследуемый преступник был свидетелем тяжкого преступления, совершённого другими преступниками).

#### Убежища древнего Востока
По закону Моисея, в древнем Израиле и позднее в Иудее были назначены несколько городов для убежища, но не для всех преступников, а только для виновных в кровной мести и опасавшихся того же от родственников ими убитого. Это была попытка положить предел бесконечному «раскручиванию маховика», как сейчас говорят, кровной мести из поколения в поколение, так как это, в частности, угрожало также благополучию и внутренней безопасности древнего Израиля как государства.

#### Убежища в Древней Греции и Древнем Риме
В Греции и Риме убежищем служили храмы, статуи императоров (из-за их обожествления) и другие священные здания.
Самое большое распространение право убежища получило со времени торжества христианства. Идея помилования, учение о полном очищении через раскаяние и веру во Христа, страх расплаты за кровопролитие — всё это побуждало духовенство к защите тех, кто прибегал в божий дом. Христианские храмы стали убежищем не только для гонимых преступников и невинных, но и для рабов, бежавших от жестокости рабовладельческого закона, преследовавшего их в безусловной власти господ.
Римские христианские императоры, официально узаконившие право церковного убежища, вместе с тем установили для него и ряд ограничений. Так Феодосий I (392) и Флавий Аркадий постановили, что должники должны быть или выдаваемы или епископы должны погашать их задолженности перед кредиторами. По закону Феодосия II (432) беглый раб мог быть укрыт только на один день, на следующий его надлежало выдать господину, но с обязательным взятием с последнего клятвенное обещание простить раба. Евреи (точнее иудеи) пользовались правом убежища лишь при условии принятия христианства. Юстиниан (535) запрещал давать убежище убийцам, клятвопреступникам и похитителям людей. По закону Феодосия II местом убежища были не только алтарь и внутренности храма, но и вся территория храма (все в церковной ограде): — сады, площади, бани, строения, чтобы беглецы не были вынуждены есть и спать в церквях.

### В средневековье
В Средние века папы, пользуясь своим авторитетом, расширили церковное право убежища на кладбища, монастыри, дома епископов и церковные богадельни. Кто нарушал неприкосновенность убежища, того предавали анафеме и подвергали гражданскому наказанию. Преступники в поисках убежища могли выдаваться гражданским судьям, но с условием не подвергать их смертной казни или наносить увечья. По примеру церковного убежища короли и императоры, а затем и удельные правители давали некоторым городам право быть местом убежища для определённого рода преступников. Например, город Ройтлинген служил убежищем для совершивших убийство в пылу гнева (то есть в состоянии аффекта — в современно правовой терминологии).
Христианский храм являлся главным убежищем довольно долго. Такое убежище имело огромное значение в так наз. варварских государствах, принявших христианство, но постепенно чистое церковное убежище стало терять своё значение по трём причинам:
- некоторые папы косвенно отрицали право церковного убежища для лиц, совершивших особо тяжкие преступления;
- упадок авторитета церкви во вторую половину средних веков;
- распространение других форм убежищ — отчасти религиозной (к примеру, французские совте) и чисто светской.

С установлением в западных государствах твёрдого порядка, законности и с утверждением начала независимости государства от вмешательства папской власти, церковное право убежища и подобное право привилегированных городов мало-помалу пришли в забвение. Ордонанс (указ) Франциска I (1539) во Франции и закон 1624 года в Англии уничтожили церковное право убежища.

### XVIII—XIX века
В 1760 году в Баварии на основании папской буллы вышло распоряжение о выдаче дезертиров из убежищ с условием, что они не будут преданы смертной казни или иному тяжкому наказанию. Подобное распоряжение было выпущено в 1788 году курфюрстом-архиепископом Трирским и общим распоряжением в Пруссии 1794 года, в Вюртемберге (1804) и в Саксонии (1827).
В 1850 году в Турине потребовался закон Сиккарди (итал. leggi Siccardi) для прекращения церковного права убежища. Папский циркуляр от 1852 года ограничивал право убежище тремя днями, и полностью уничтожал его в отдельных случаях. Дольше других продержалось право убежища в посольских домах.

### В России
В России не было закона о праве убежища, но на деле монастыри служили убежищем для многих преступников и преследуемым по иным мотивам, в особенности зависимых крестьян, бежавших от жестоких господ, но только с условием пострига. В случае с преступниками постриг был обязательным условием для предоставления постоянного убежища в монастыре, — по вероучительной Церковной доктрине, приняв постриг, преступник:
- умирает для мира и отрекается от прежней жизни, в том числе оставляет преступный путь;
- раскаивается перед Богом, и творит молитву за пострадавших в результате совершенного им преступления.

Точно так же служило убежищем казачество, особенно для несвободных. Котошихин указывал, что беглые холопы укрывались у донских казаков и часто, пробыв у них год или два, приезжали в Москву, где никто их не смел трогать. («С Дону выдачи нет!» — гласил известный меморандум Донского казачества).
Не только в старое время, но и в XVIII-м, и даже в начале XIX века российское правительство косвенно открывало убежище в новоприобретённых землях, нуждавшихся в заселении.

## Современное право убежища: политическое убежище
Политическое убежище — особый правовой статус, предоставляемый лицу, которое по определённым причинам преследуется у себя на родине: обычно, за политические, религиозные и иные убеждения, а также за действия, не квалифицируемые в международном и национальном праве государства пребывания как правонарушение, и право на въезд и пребывание на территории данного государства. Согласно законодательству большинства стран, в том числе США и России, подать запрос на предоставление убежища заявитель может, только находясь на территории государства, в котором заявитель просит убежище.

### Нансеновский паспорт
В 1922 году по инициативе норвежского мореплавателя-исследователя Фритьофа Нансена, тогда комиссара Лиги Наций по делам беженцев, был учреждён международный документ, удостоверявший личность лица без гражданства. Вначале он выдавался так называемым белоэмигрантам, а впоследствии и другим беженцам, которые не могли получить обычный паспорт. В 1942 году этот паспорт признали правительства 52 государств, и он стал первым проездным документом для беженцев. Всего было выдано около 450 000 Нансеновских паспортов с целью помочь беженцам без гражданства найти приют в других странах.

### Гаванские конвенции 1928 года
На VI Панамериканской конференции, происходившей в Гаване в январе-феврале 1928 года, были приняты конвенции по вопросам дипломатического права:
1. о дипломатических должностных лицах;
2. о консульских должностных лицах;
3. о праве убежища[6].

### Всеобщая декларация прав человека 1948 года
10 декабря 1948 года Генеральная Ассамблея ООН утвердила «Всеобщую декларацию прав человека», приняв во внимание многие факторы, в том числе «что пренебрежение и презрение к правам человека привели к варварским актам, которые возмущают совесть человечества». Праву убежища посвящена 14-я статья Всеобщей декларации:

Статья 14
1. Каждый человек имеет право искать убежища от преследования в других странах и пользоваться этим убежищем.
2. Это право не может быть использовано в случае преследования, в действительности основанного на совершении неполитического преступления или деяния, противоречащего целям и принципам Организации Объединённых Наций.— Всеобщая декларация прав человека // Сайт ООН на русском языке

### Конвенция о статусе беженцев 1951 года
28 июля 1951 года в Женеве на конференции, созванной в соответствии с резолюцией 429 (V) Генеральной Ассамблеи ООН от 14 декабря 1950 года, с участием полномочных представителей стран был принят международный договор — «Конвенция о статусе беженцев», вступившая в силу 22 апреля 1954 года.
Конвенция дала определения понятия «беженец» и установила общие правила, на основе которых предоставляется статус беженца. Конвенция запретила какую-либо дискриминацию беженцев, получающих права частично наравне с гражданами принимающей их страны и частично на тех же условиях, что и иностранцы. Конвенция допускает выдворение беженцев в интересах государственной безопасности, но запрещает их возвращать в государство, из которого они бежали, опасаясь преследования.
Россия присоединилась к Конвенции постановлением Верховного Совета Российской Федерации от 13 ноября 1992 года. На 1 сентября 2008 года в Конвенции участвовали 144 государства из 192 членов ООН.

### Последующие акты международного права
14 декабря 1967 года Генеральная Ассамблея ООН приняла в качестве рекомендации «Декларацию о территориальном убежище». В 1977 году была проведена конференция о территориальном убежище, но выработать конвенцию ей не удалось. Однако, положения об убежище есть в Каракасской конвенции ОАГ 1954 г. и Конвенции ОАЕ 1969 г. по конкретным аспектам проблем беженцев в Африке. Совет Европы принял декларацию о территориальном убежище в 1977 г. Россия присоединилась к Протоколу 1967 года постановлением Верховного Совета Российской Федерации от 13 ноября 1992 года.

### Предоставление политического убежища за рубежом
Согласно докладу Управления Верховного комиссара ООН по делам беженцев, Россия занимает третье место в мире (после Ирака и Сомали) по числу поданных её гражданами просьб о предоставлении политического убежища за рубежом: в 2008 году около 20 477 россиян обратились с просьбами о предоставлении политического убежища — это на 9 % больше показателя 2007 года. Чаще всего граждане России, ищущие убежище, искали убежище в Польше (6647 человек), Франции (3579), Австрии (3436), Бельгии (1615), Норвегии (1078), Швеции (933). В этом списке для ищущих убежища граждан России стали куда менее привлекательными бывшие ранее безусловными лидерами Германия (768) и США (691).
Часто институт политического убежища пытаются использовать для ухода от правосудия. Так, попытки криминального авторитета Сергея Буторина получить в Испании политическое убежище потерпели крах — Испания экстрадировала Буторина в Россию. Испанский суд отказал ему в этом праве и выдал его российскому правосудию.

#### Политическое убежище в США
Подать документы на статус «политического беженца» можно, только находясь на территории США. Оказавшись в США, необходимо подать в иммиграционную службу соответствующее заявление. Политическое убежище предоставляется, если человек находится в США (по туристической или другой визе, и даже нелегально) и боится возвращаться на родину в связи с прошлыми преследованиями (past prosecution) или опасается возможных преследований (future prosecution).
Заявление о предоставлении политического убежища должно быть подано в течение года после прибытия в США. Если кандидат пропустил этот срок, то он должен доказать, что не мог подать заявление вовремя ввиду исключительных обстоятельств или что политическая ситуация на его родине существенно изменилась в худшую сторону.
Лицо - податель заявления о предоставлении политического убежища называется «asylum applicant», а лицо, уже получившие убежище, называется «asylee», не путать с беженцем («refugee») — это другая правовая процедура.
Политическое убежище в США предоставляется на неопределённое время — через год после предоставления убежища и при условии постоянного проживания в США можно подать документы на получение статуса постоянного жителя (permanent resident status), в просторечии это называют «грин-картой». Отметим, что после того, как ищущий убежище подаёт заявление и до получения самого статуса он может легально находиться на территории США, сколько бы долго ни пришлось ждать решения, и легально работать через 150 дней после подачи заявления.
Лица, получившие убежище, могут выезжать из США за границу, предварительно оформив travel document, в просторечии «травел-паспорт». Лица, получившие политическое убежище, не должны возвращаться в страну, где они подвергались преследованиям. В противном случае они могут потерять свой статус в США.
Получив политическое убежище, можно ходатайствовать о предоставлении гражданства США через пять лет со дня получения статуса постоянного жителя, указанного в грин-карте.

#### Кейсы на убежище в США
«Кейс» — это основание для предоставления политического убежища, подготовленное для Иммиграционной службы США (USCIS). В 2020 году в него входит:
- История
- Межстрановые отчёты (Country Condition Reports)
- Доказательная база
- Заполнение и подача анкеты (форма I-589)

Иммиграционные кейсы для политического убежища различаются в зависимости от оснований:
- Расовая дискриминация
- Межнациональная вражда
- Политические взгляды и убеждения (саентология, свидетели Иеговы, баптисты)
- Принадлежность к определённым социальным группам (ЛГБТ).

#### Политическое убежище в России
Предоставление политического убежища на территории России гарантировано Конституцией РФ:

Статья 63. Российская Федерация предоставляет политическое убежище иностранным гражданам и лицам без гражданства в соответствии с общепризнанными нормами международного права.
— Глава Права и свободы человека и гражданина
Оно производится указом Президента Российской Федерации и регулируется положением «О порядке предоставления Российской Федерацией политического убежища». Политическое убежище предоставляется иностранным гражданам и лицам без гражданства, ищущим убежище и защиту от преследования или реальной угрозы стать жертвой преследования в стране своей гражданской принадлежности или в стране своего обычного местожительства за общественно-политическую деятельность и убеждения, которые не противоречат демократическим принципам, признанным мировым сообществом, нормам международного права. Ходатайства о предоставлении политического убежища принимают ТО ФМС России.
В списке самых привлекательных для беженцев стран Россия стоит на 19-м месте. В России за статусом беженца в 2008 году обратились 3 тысячи 970 иностранцев — на 18 % больше, чем в предыдущем году.

#### Политическое убежище в Южной Корее
Южная Корея в 2008 году приняла около 9 тысяч беженцев из Сомали, Ирака, Афганистана и России. Чтобы подать заявление о предоставлении убежища, заявитель должен находиться на территории Южной Кореи.